# 孙惠
孫惠（?—?），字德施，晉朝富陽人，孫吳宗室，孫賁曾孫。永甯年間，參與討伐趙王司馬倫，獲封晉興縣侯，並被征辟為大司馬司馬冏的戶曹掾，轉東曹屬。曾勸諫司馬冏，後來害怕司馬冏報復，於是辭職。司馬冏被殺後，成都王司馬穎又推薦孫惠為大將軍參軍、領奮威將軍、白沙督。後來孫惠又擅自殺死司馬穎的牙門將梁俊，孫惠害怕被治罪，於是變更姓名逃跑，後聽說陸機兄弟被殺，深感痛惜。
之後孫惠又被司馬越任命為記室參軍，替其撰寫討伐司馬穎的檄文。又任散騎郎、太子中庶子、司空從事中郎、軍諮祭酒、彭城內史、廣陵相、廣武將軍、安豐內史。又獲封臨湘縣公。
司馬睿派甘卓討伐周馥時，孫惠起兵響應甘卓參與鎮壓。後來孫惠和安丰郡太守何睿產生糾紛並將其殺死，又再次逃跑，不久生病去世，享年47歲。
後人收錄孫惠的作品，並定名為《孙惠集》，共十卷。

## 延伸阅读
[在维基数据编辑]
 《晉書/卷071》，出自房玄齡《晉書》